# Боргарелло
Боргарелло (итал. Borgarello) — коммуна в Италии, располагается в регионе Ломбардия, подчиняется административному центру Павия.
Население составляет 1594 человека, плотность населения составляет 399 чел./км². Занимает площадь 4 км². Почтовый индекс — 27010. Телефонный код — 0382.
Покровителем коммуны почитается святитель Мартин Турский, празднование 11 ноября.